# Longipalpus apicalis
Longipalpus apicalis är en skalbaggsart som först beskrevs av Maurice Pic 1926.  Longipalpus apicalis ingår i släktet Longipalpus och familjen långhorningar.
Artens utbredningsområde är Laos. Inga underarter finns listade i Catalogue of Life.